# Salvador (Brazílie)
Salvador (celým názvem portugalsky São Salvador da Bahia de Todos os Santos, volný český překlad Svatý spasitel v Zátoce všech svatých) je hlavní město brazilského spolkového státu Bahia. Nachází se na poloostrově oddělujícím vody Atlantského oceánu a Zátoky všech svatých (Baía de Todos-os-Santos). S více než třemi miliony obyvatel je třetím největším městem Brazílie. Je významným brazilským přístavem a centrem obchodu.

## Historie
Město bylo založeno roku 1549 a do roku 1763 bylo hlavním městem portugalské kolonie, načež se hlavním městem stalo Rio de Janeiro. Vzhledem ke svému výsadnímu postavení během koloniálního období se ve městě potkávaly indiánské, evropské a africké kulturní vlivy. Město je dodnes jedním z center africko-brazilské kultury.
Historické centrum okolo městské čtvrti Pelourinho s mnoha stavbami v renesančním a barokním stylu je od roku 1985 zapsáno na seznamu světového kulturního dědictví UNESCO. Zástavba Salvadoru je rozdělena mezi Dolní a Horní město, mezi kterými je výškový rozdíl až 80 m a které spojuje známý výtah Lacerda (Elevador Lacerda). S městem je spojen spisovatel Jorge Amado, který ve svých knihách popisuje svéráznou atmosféru města, charakteristického prolínáním jednotlivých kultur.

## Památky
Centrum města s kostely a portugalskou koloniální architekturou ze 16. - 18. století je památkovou rezervací, bylo vyhlášeno za světové dědictví UNESCO.

## Zajímavost
Během svého druhého pěveckého turné se zde roku 1889 nakazila žlutou zimnicí česká pěvkyně Klementina Kalašová a zemřela zde dne 13. června 1889. Je pohřbena na hřbitově Cemitério Quinta dos Lázaros, v části Monte Pio dos Artistas. Její hrob objevil v letech 1901-1902 Alberto Vojtěch Frič. V roce 2015 byla na zdi hřbitova odhalena pamětní deska od Davida Vávry.

## Slavní rodáci
- Carlos Marighella (1911–1969), brazilský spisovatel, marxistický revolucionář a teoretik městské guerilly
- Bebeto (* 1964), bývalý brazilský fotbalový útočník
- Formiga (* 1978), brazilská fotbalistka, stříbrná medailistka z LOH 2004
- Adriana Lima (* 1981), brazilská topmodelka

## Partnerská města
- Cascais, Portugalsko
- Pontevedra, Španělsko
- Los Angeles, USA
- Charbin, Čína
- Izmir, Turecko
- Lisabon, Portugalsko
- Sciacca, Itálie
- Havana, Kuba
- Cotonou, Benin
- Angra do Heroísmo, Portugalsko
- Miami, USA

## Fotogalerie

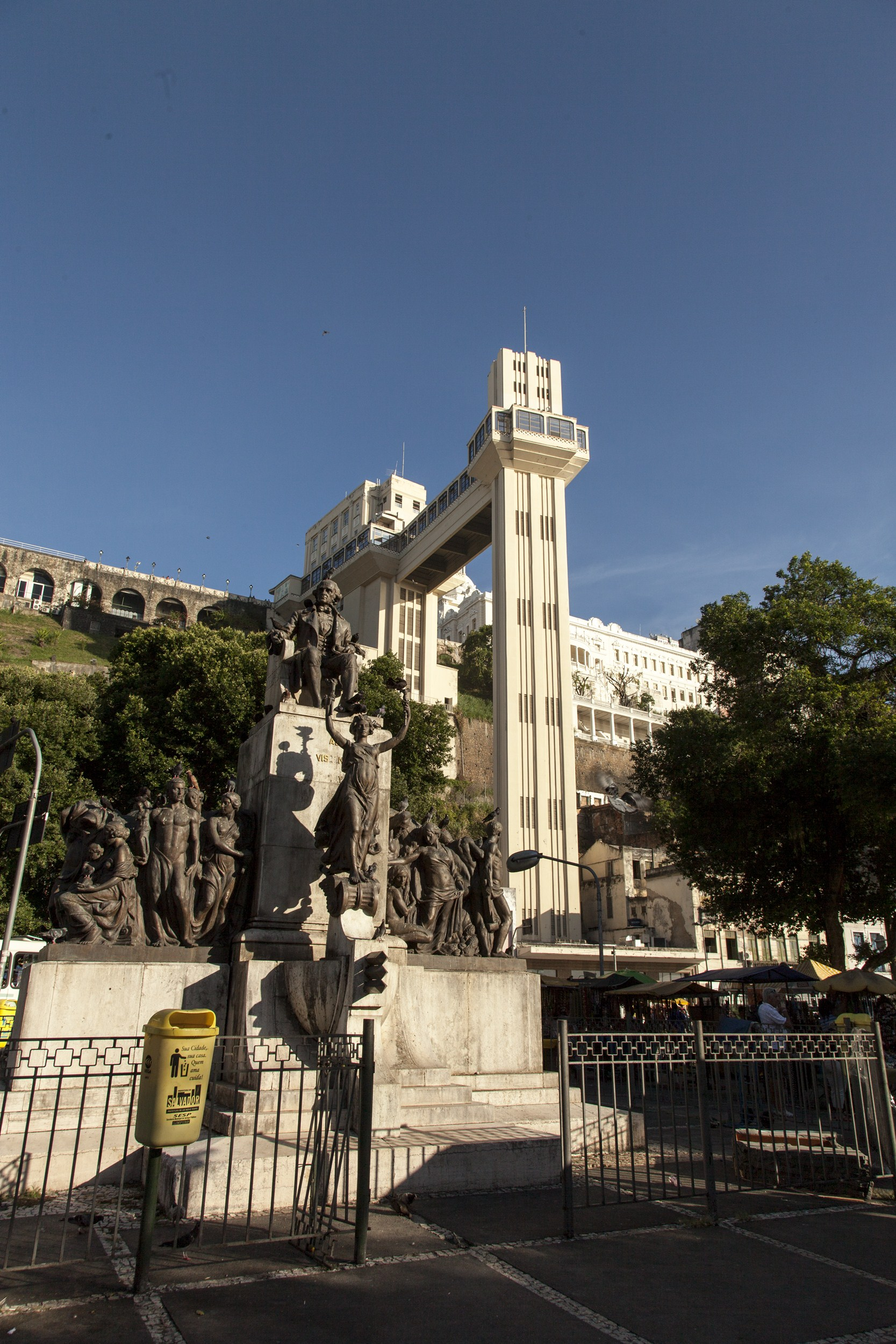
výtah Lacerda
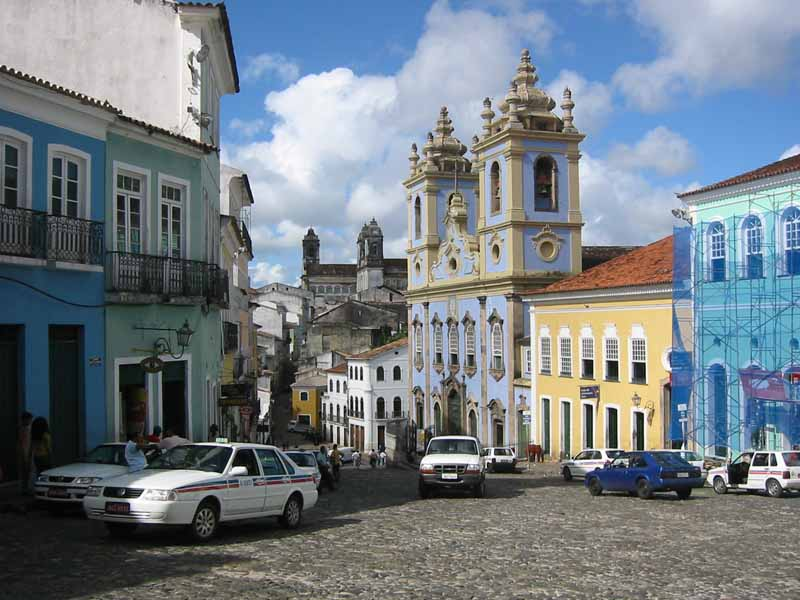
historické centrum
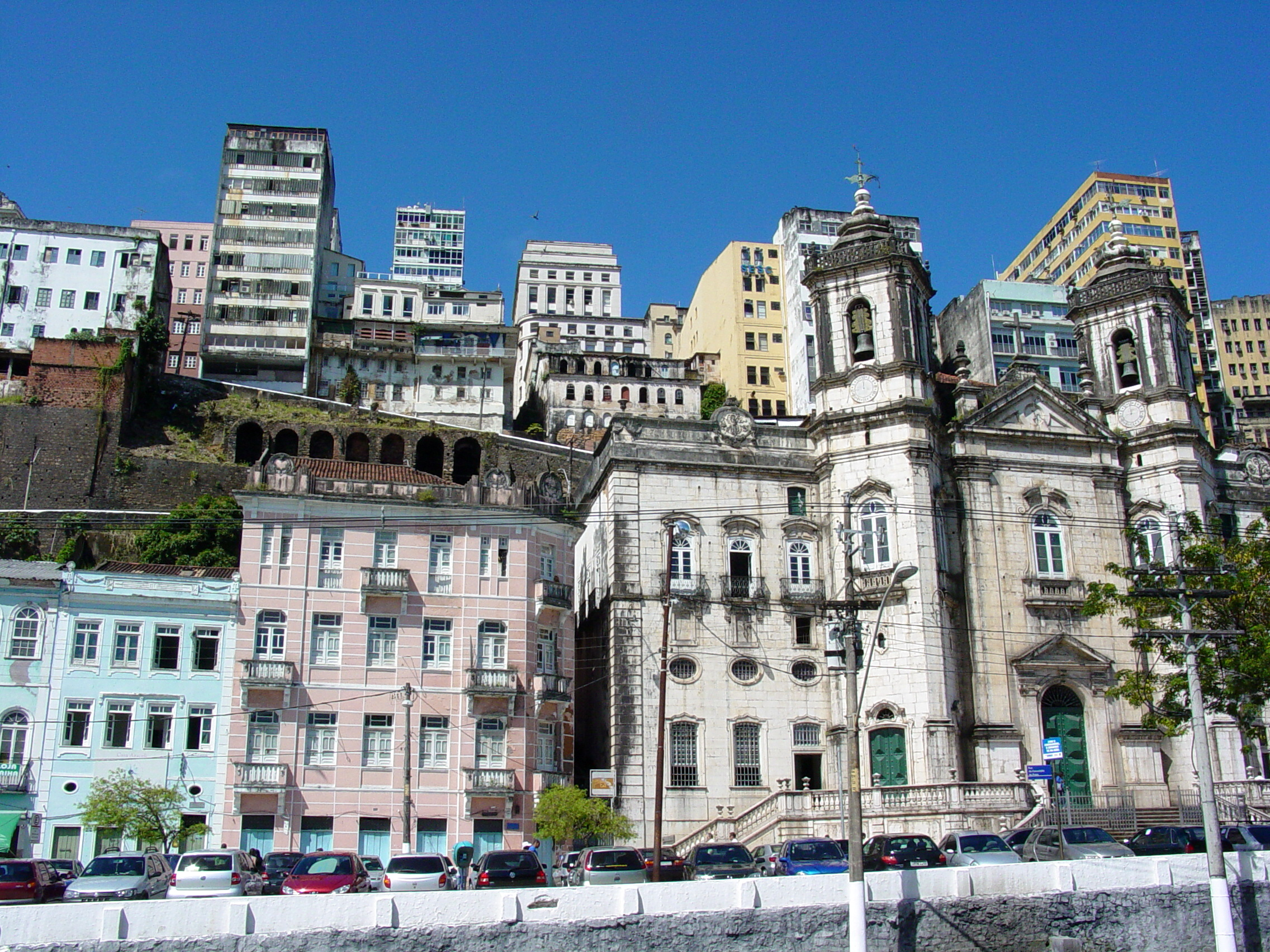
nábřeží v historickém přístavu
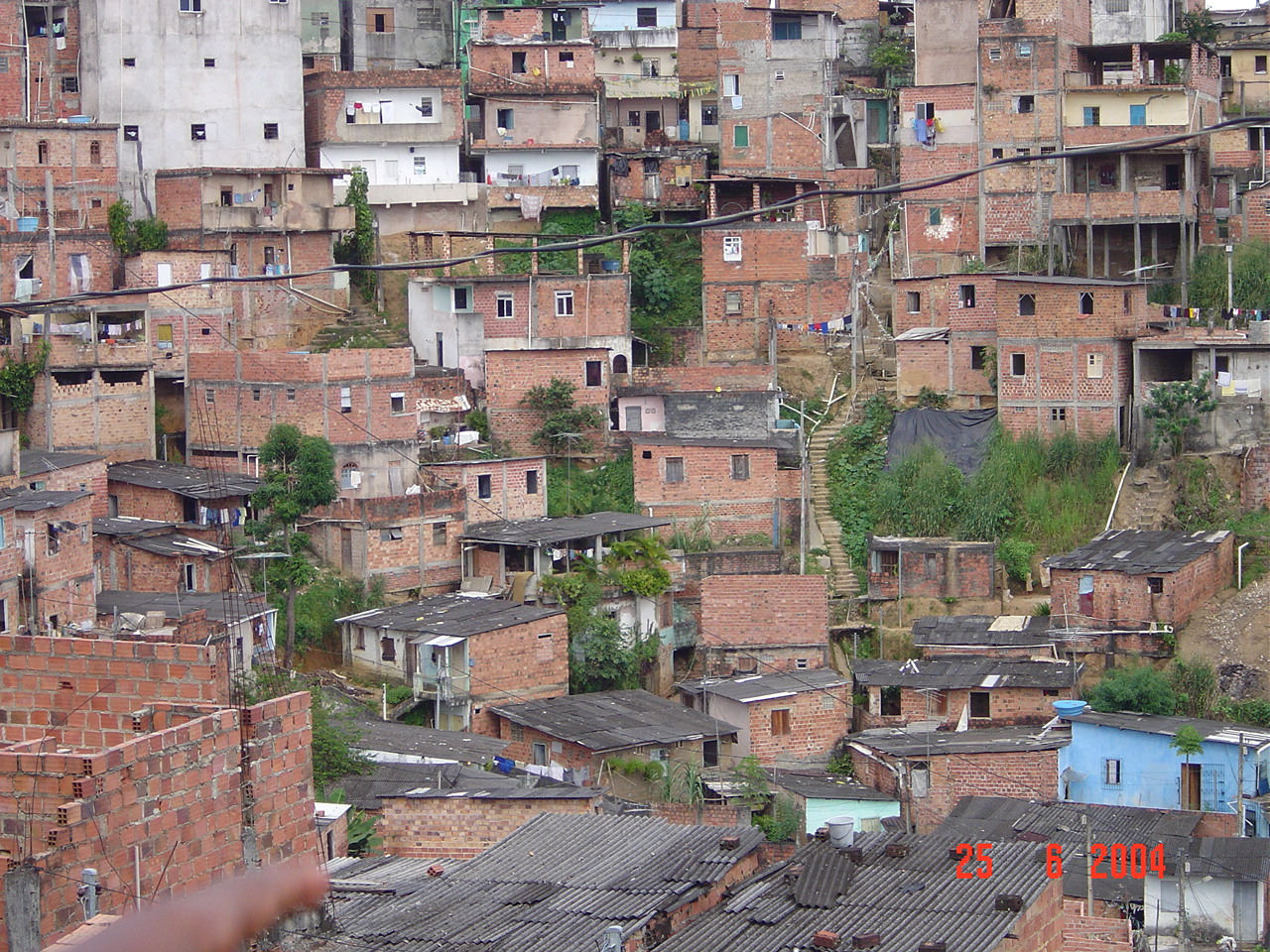
favela ve čtvrti Sussuarana
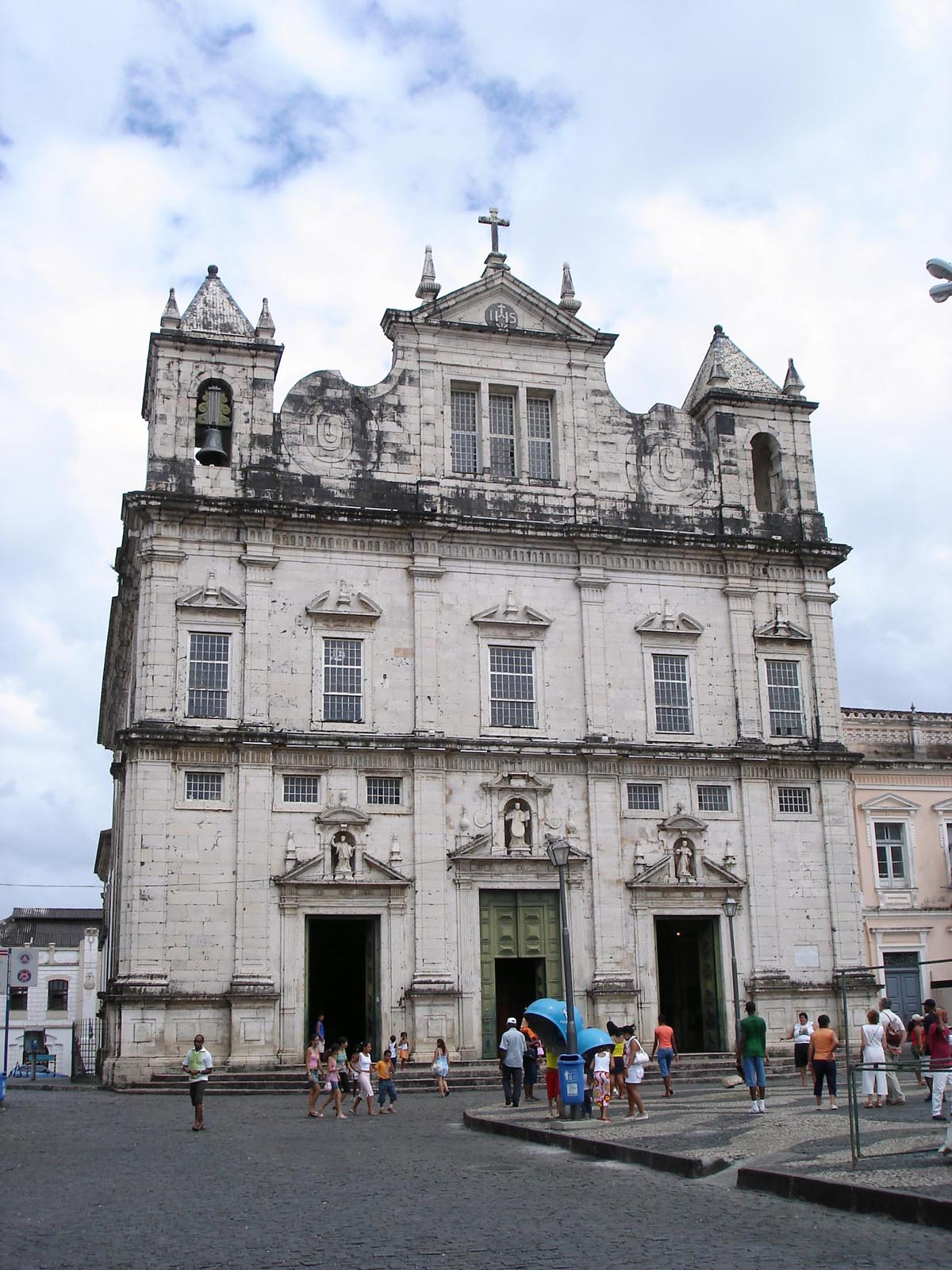
A Catedral Basílica Primacial São Salvador
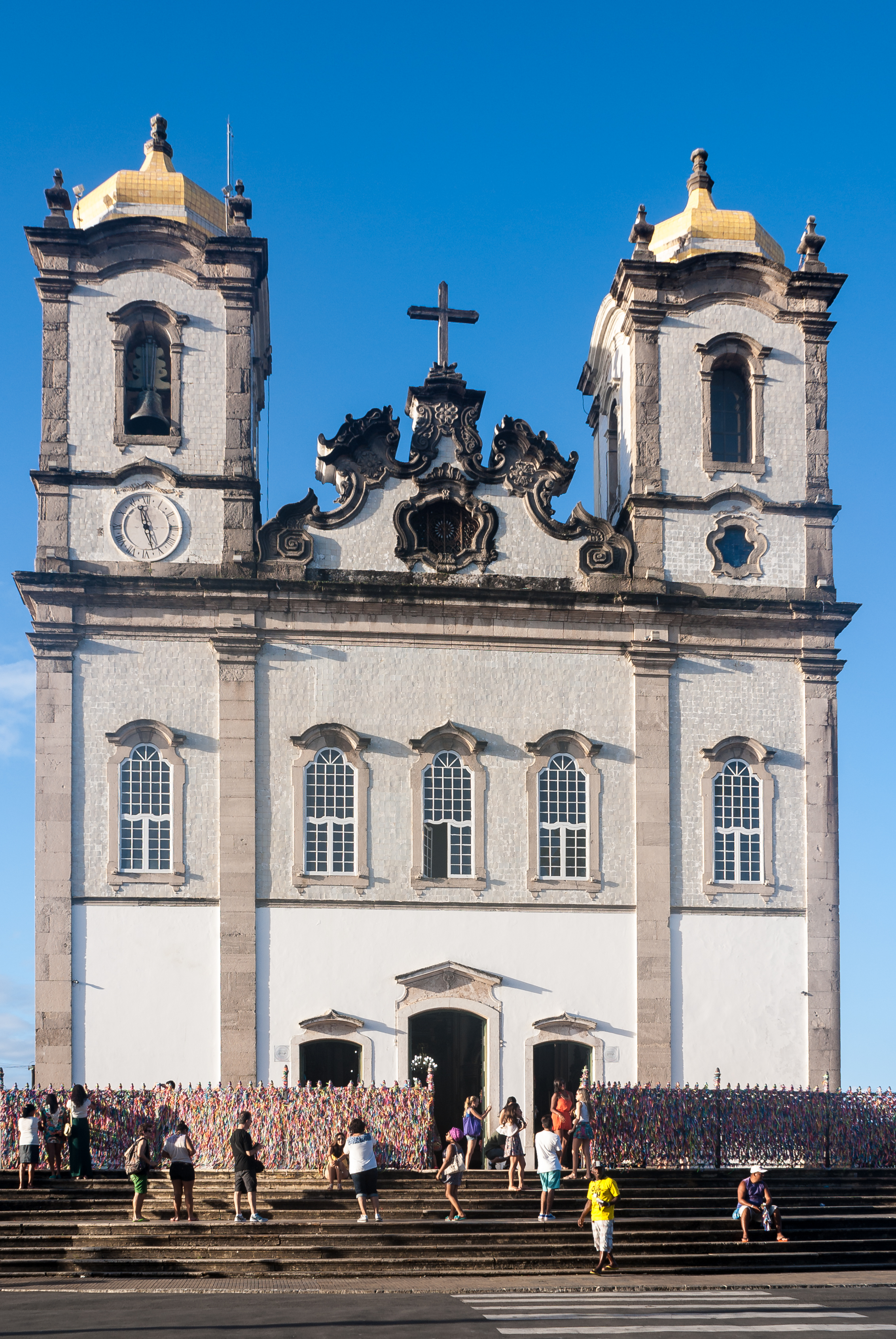
A Igreja de Nosso Senhor do Bonfim
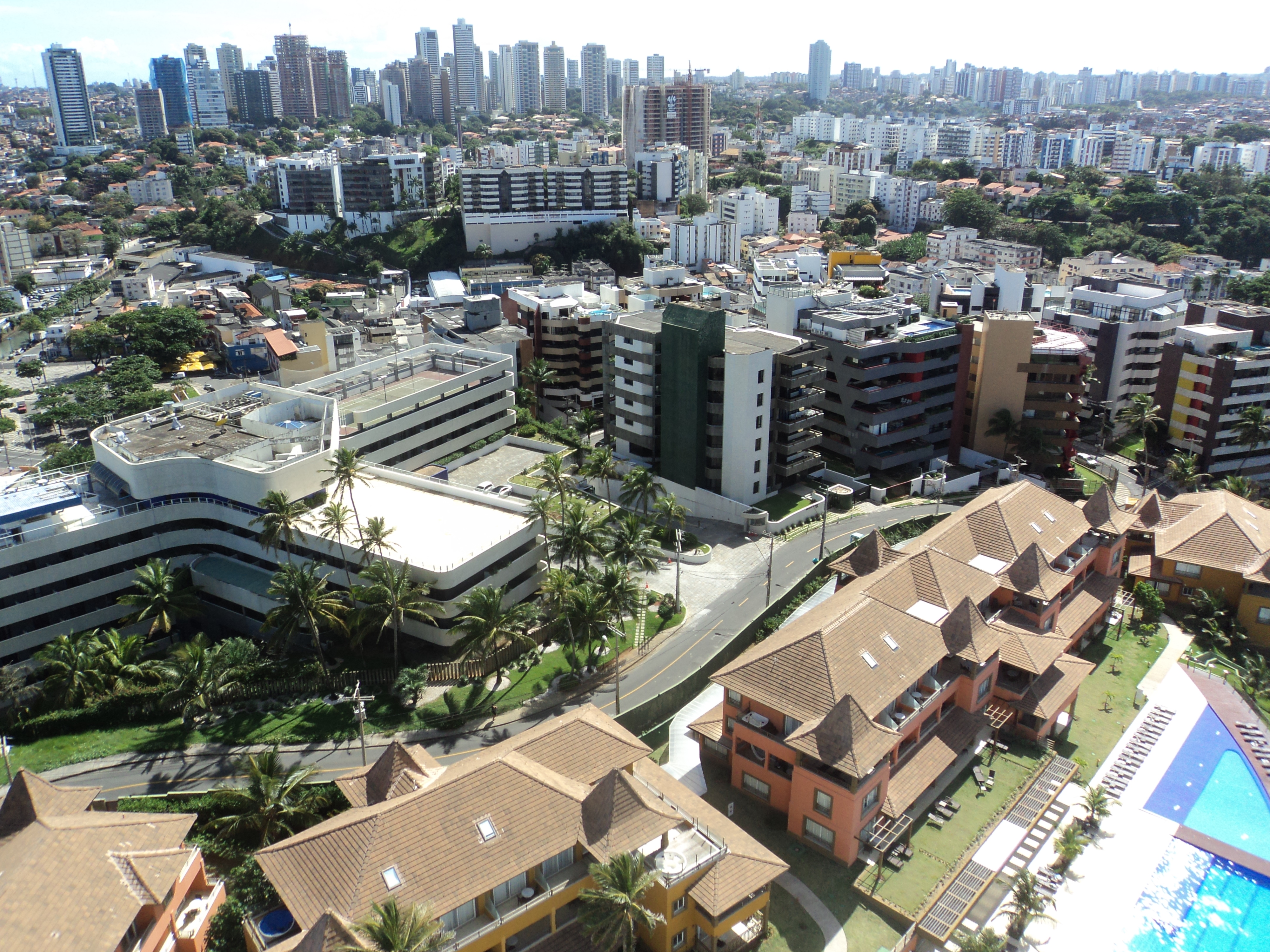
Salvador (Brazílie)
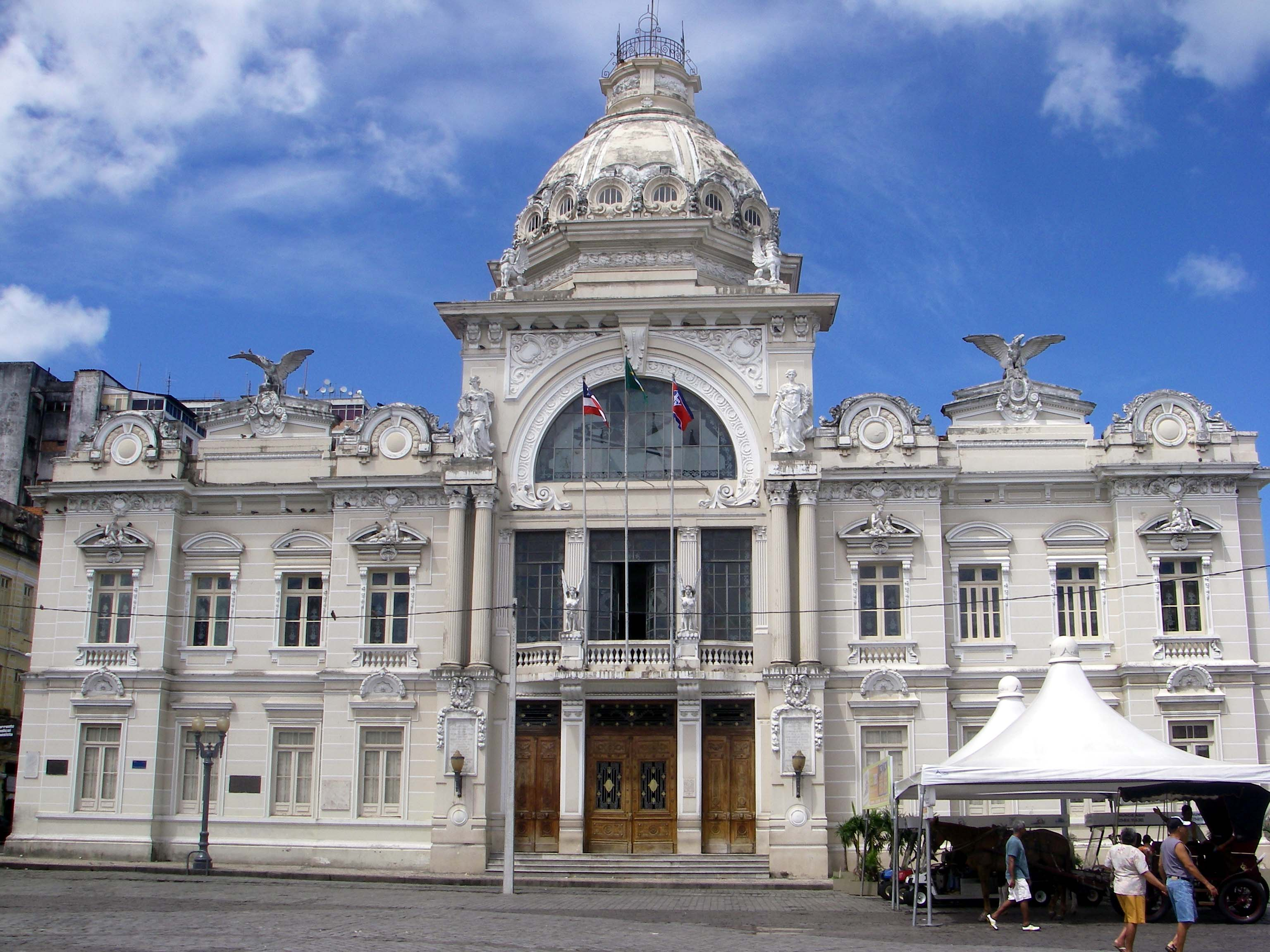
O Palácio Rio Branco